# Super High Roller Bowl 2016

Logo des Super High Roller Bowl 2016

Der Super High Roller Bowl 2016 war die zweite Austragung dieses Pokerturniers und wurde von Poker Central veranstaltet. Er wurde vom 29. Mai bis 1. Juni 2016 im PokerGO Studio im Aria Resort & Casino in Paradise am Las Vegas Strip ausgespielt und war mit seinem Buy-in von 300.000 US-Dollar das zweitteuerste Pokerturnier des Jahres 2016.

## Struktur

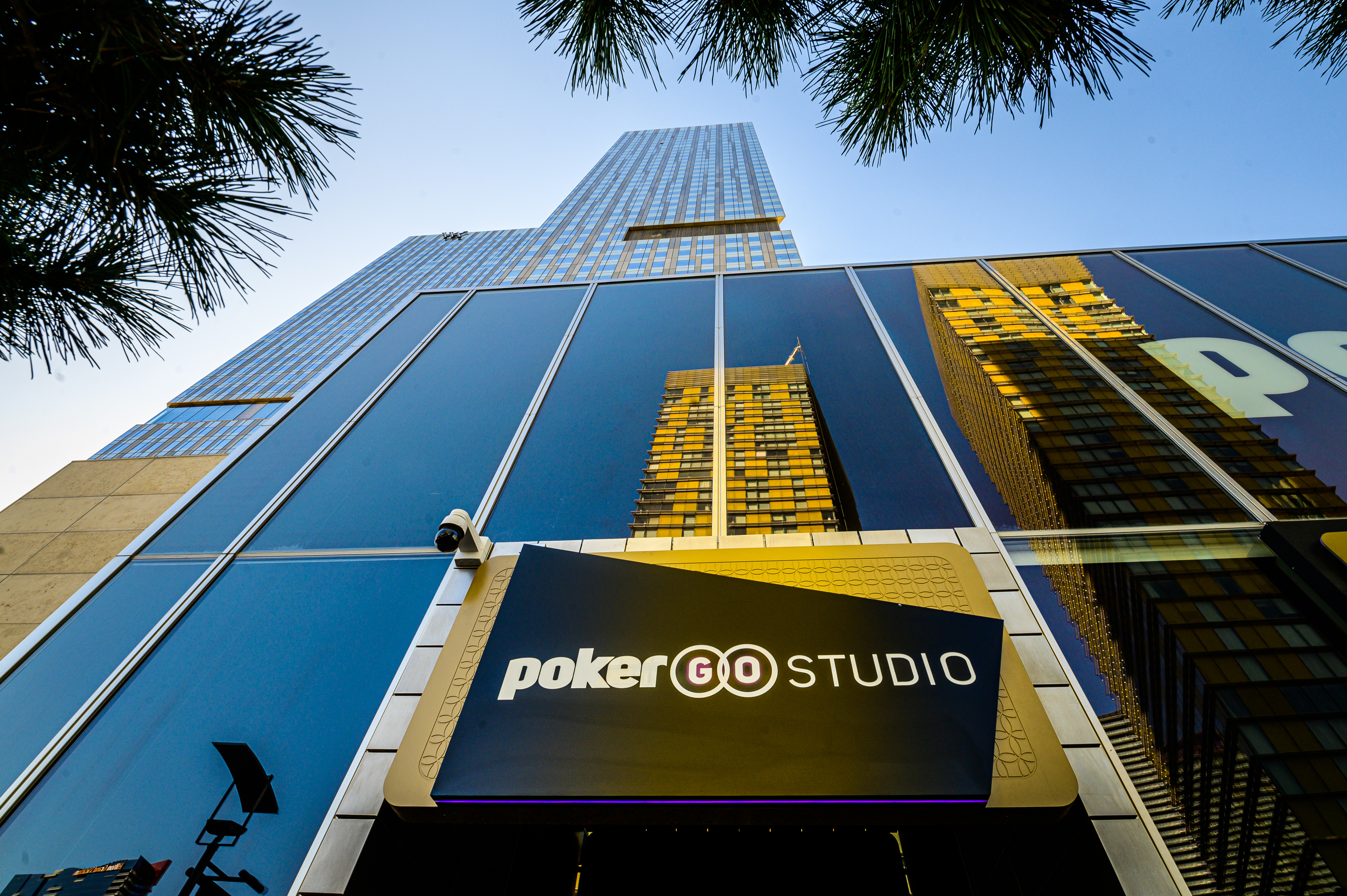
Das PokerGO Studio im Aria Resort & Casino (2019)

Das Turnier in der Variante No Limit Hold’em wurde vom 29. Mai bis 1. Juni 2016 gespielt. Das Buy-in betrug mit 300.000 US-Dollar nur 60 % des Startgeldes aus dem Vorjahr, damit war das Event nach dem im Oktober 2016 ausgespielten Big One for One Drop das zweitteuerste Pokerturnier des Jahres. Als Sponsor fungierte die Onlineplattform 888poker. Insgesamt nahmen 49 Spieler teil, die um den garantierten Preispool von 15 Millionen US-Dollar spielten. Bei den American Poker Awards wurde das Event als Pokerturnier des Jahres 2016 ausgezeichnet.

## Teilnehmer
Mit Kathy Lehne nahm erstmals eine Frau am Turnier teil. Die 49 Spieler lauteten:
| - Bobby Baldwin - Matt Berkey - Justin Bonomo - Pratyush Buddiga - Stephen Chidwick - Daniel Colman - Connor Drinan | - David Einhorn - Antonio Esfandiari - Phil Galfond - Keith Gipson - Anthony Gregg - Isaac Haxton - Phil Hellmuth | - Fedor Holz - Cary Katz - Byron Kaverman - Rainer Kempe - Bryn Kenney - Igor Kurganow - Timofei Kusnezow | - Phil Laak - Ben Lamb - Kathy Lehne - Jason Les - Tom Marchese - Jason Mercier - John Morgan | - Daniel Negreanu - Dominik Nitsche - Bill Perkins - Dan Perper - David Peters - Nick Petrangelo - Doug Polk | - Brian Rast - Vitaliy Rizhkov - Andrew Robl - Jake Schindler - Erik Seidel - Scott Seiver - Dan Shak | - Talal Shakerchi - Dan Smith - Sam Soverel - Brandon Steven - Ben Tollerene - Christoph Vogelsang - Haralabos Voulgaris |

## Ergebnisse

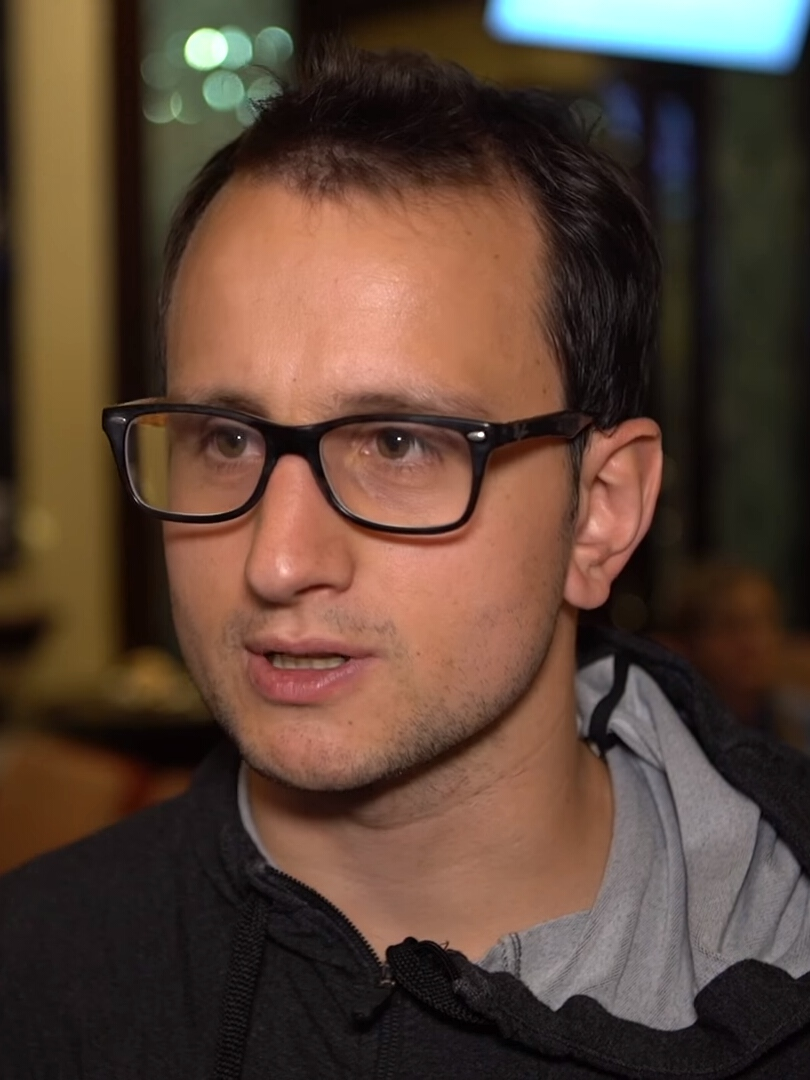
Rainer Kempe (2018)

Für die Teilnehmer gab es sieben bezahlte Plätze:
| Platz | Herkunft           | Spieler       | Preisgeld (in $) |
| ----- | ------------------ | ------------- | ---------------- |
| 1     | Deutschland        | Rainer Kempe  | 5.000.000        |
| 2     | Deutschland        | Fedor Holz    | 3.500.000        |
| 3     | Vereinigte Staaten | Erik Seidel   | 2.400.000        |
| 4     | Vereinigte Staaten | Phil Hellmuth | 1.600.000        |
| 5     | Vereinigte Staaten | Matt Berkey   | 1.100.000        |
| 6     | Vereinigte Staaten | Bryn Kenney   | 0.800.000        |
| 7     | Vereinigte Staaten | Dan Shak      | 0.600.000        |